# Глубокий Ручей (Ленинградская область)
Глубокий Ручей — кордон в Лужском городском поселении Лужского района Ленинградской области.

## История
По данным 1966 года кордон Глубокий Ручей в составе Лужского района не значился.
По данным 1973 и 1990 годов кордон Глубокий Ручей входил в состав Лужского сельсовета.
В 1997 году на кордоне Глубокий Ручей Заклинской волости проживали 19 человек, в 2002 году — 7 человек (все русские).
В 2007 году на кордоне Глубокий Ручей Лужского ГП проживал 21 человек.

## География
Кордон расположен в центральной части района близ северо-восточной окраины города Луга.
Находится между федеральной автодорогой Р23 «Псков» (E 95, Санкт-Петербург — граница с Белоруссией) и Ленинградским шоссе.
Расстояние до административного центра поселения — 2 км.
Через кордон протекает река Шаловка.

## Демография
| 1997 | 2007 | 2010 | 2017 |
| ---- | ---- | ---- | ---- |
| 19   | ↗21  | ↘18  | ↘16  |